# Бедуины

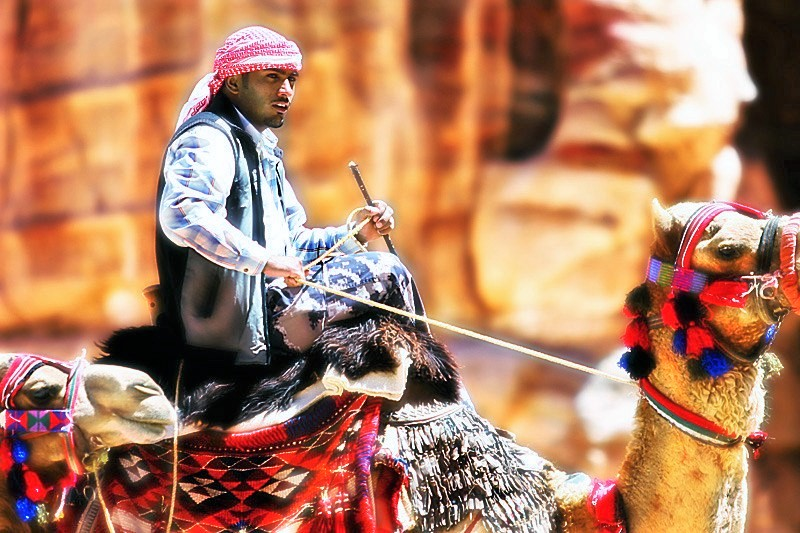

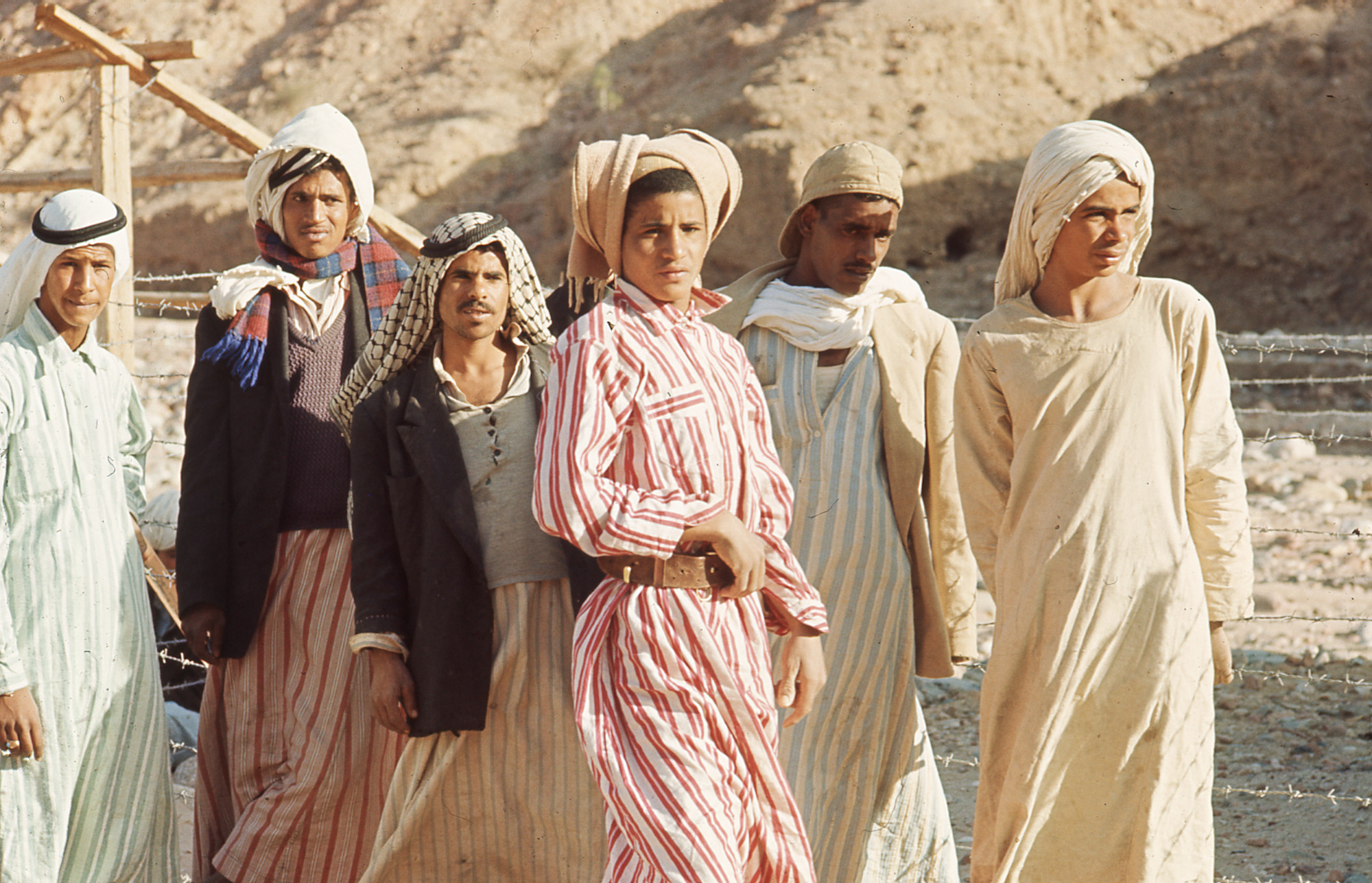
Бедуины на Синайском полуострове, 1967

Бедуи́ны (араб. بَدَوِي‎ бадави, во множ. числе бадв (араб. بَدْو‎) или бадавийун (араб. بَدَوِيُّون‎) — «обитатель пустыни (степи)», «кочевник», от арабского ба́дия (араб. بَادِية‎) — пустыня) — термин, применяемый ко всем жителям арабского мира, которые ведут кочевой образ жизни, независимо от их национальности или религиозной принадлежности.

## История
Бедуины — общее название племен и народностей Аравии, которые, в отличие от жителей городов, занимающихся хлебопашеством и торговлей (хадези), ведут кочевую жизнь.
Со своей древней родины, из внутренних районов Аравийского полуострова, они издавна распространились по сирийской и египетской пустыне, затем (после падения древних культурных государств) — по Сирии, Месопотамии и Халдее. С завоеванием Африки мусульманскими арабами в VII веке они заняли Сахару, которая стала для них второй родиной. Таким образом, бедуинские племена арабского происхождения завоевали пространство, простирающееся от западной границы Персии до Атлантического океана. Однако на этом обширном пространстве они являются господами только в пределах пустыни, тогда как в удобных для земледелия странах, в Месопотамии, Халдее, на сирийской границе, в Варварийских владениях, нильских странах и у северной окраины Судана, рядом с ними и посреди них живут народы иного происхождения. Особенно в Африке именем «бедуины» называют себя и такие кочующие племена, которые ничего общего не имеют с арабами, хотя и принадлежат к хамитской языковой ветви, но которые с течением времени отчасти усвоили арабский язык и выдают себя за настоящих бедуинов или арабов, пришедших из Аравии (араб, множ. урбан). В физическом и нравственном облике бедуинов ясно сказывается их семитское происхождение, но видоизмененное под влиянием другого уклада жизни. Они хорошо сложены, очень худощавы, скорее жилисты, чем мускулисты, но вместе с тем отличаются силой, ловкостью, выносливостью и привычкой ко всякого рода невзгодам.
Политическое и социальное устройство их такое же, как у других племен, ведущих патриархальный образ жизни. Они живут родами в шатрах или шалашах, деревни их управляются шейхами, и род из 40—50 таких деревень подчинен кади, который в одно и то же время и судья, и военачальник. Все бедуины исповедуют ислам за исключением некоторых племён в Сирии, образующих особые секты. Они превосходные наездники, ловкие охотники, необыкновенно искусны в бросании мяча; другие удовольствия их состоят в танцах, пении и слушании сказок. Общая характеристика бедуинов теперь едва ли возможна, так как при широком распространении этих кочевников многие черты их сгладились или, напротив, ярче обрисовались под влиянием местных условий и смешивания с другими племенами. Вообще говоря, название «бедуины» служит для обозначения не одной определённой народности, а скорее для целой группы племён с более или менее смешанным арабским элементом. Все такие племена называют бедуинами — в отличие от тюркских кочевников Средней и Северной Азии.

### В Сирии

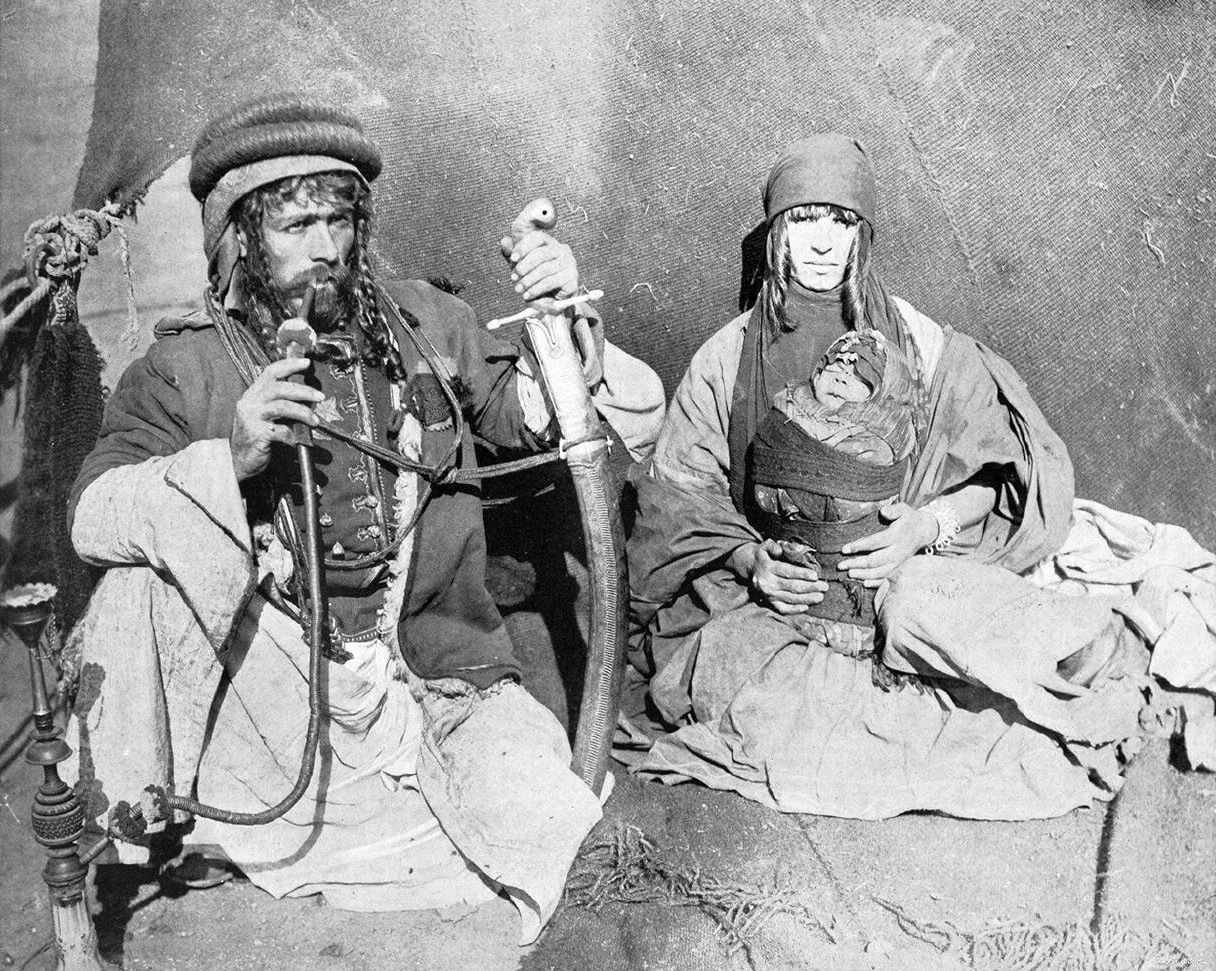
Сирийские бедуины, 1893

На 2013 год в Сирии проживало около 620 000 бедуинов. Из-за гражданской войны в Сирии многие бедуины стали беженцами, перебравшись в Иорданию, Турцию, Ливан и другие страны.
Крупнейший сирийский бедуинский клан называется Рувалла. Кочевая жизнь была обычной практикой до конца 1950-х годов, но практически прекратилась из-за крупной засухи 1958—1961 годов.

### В Израиле

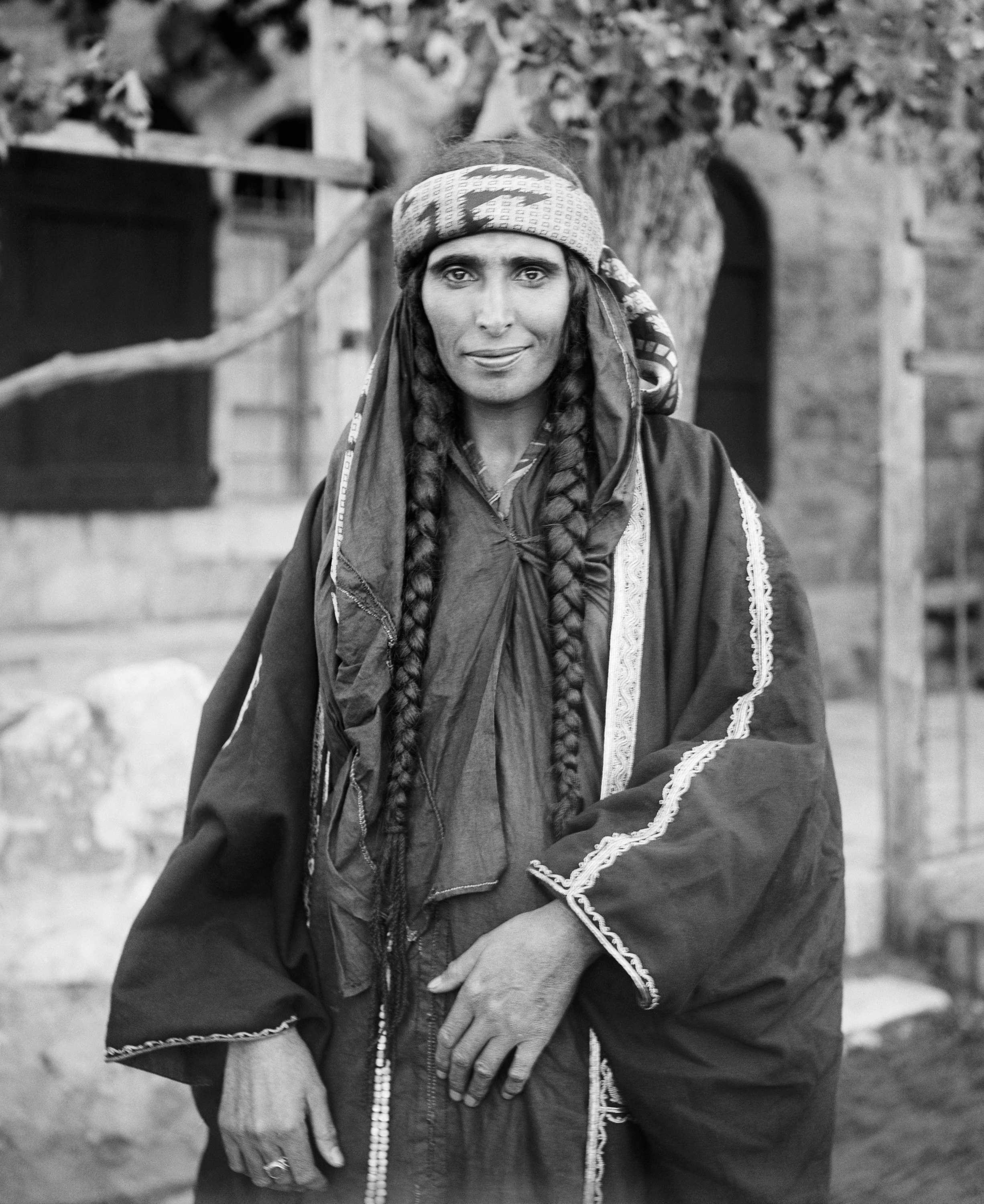
Бедуинская женщина в Иерусалиме, ок 1880 г.

В настоящее время численность израильских граждан бедуинского происхождения приближается к 150 тысячам человек. Израильские бедуины разделяются на «южных» и «северных», значительно разнящихся по своей культуре. Меньшая их часть («северные») в течение последних ста — ста пятидесяти лет осела на севере Израиля (поселения Аль-Гейб, Зарзир) и традиционно занимается земледелием. Основная же масса израильских бедуинов («южные») проживает в пустыне Негев, и основным их занятием издревле было кочевое животноводство (главным образом овцеводство). Их традиционным одеянием является галабея, белая туника, и куфия — головной убор из ткани и двумя хлопковыми обручами. Женщины традиционно закрывают лицо буркой, платком, украшенным монетами, золотом или медными подвесками. Цвет вышивки на женских одеждах определяется их статусом. Красный носят замужние женщины, голубой или синий — незамужние.
Израиль проводит в отношении бедуинов политику, направленную на расселение бедуинов в постоянных местах проживания и прекращение ведения ими кочевого образа жизни.
Около 50 тысяч израильских бедуинов живут в непризнанных поселках. В 2021 году Управление соблюдения законности в сфере недвижимости выписало 1062 постановления о сносе незаконных построек в Негеве.

## Социальная организация

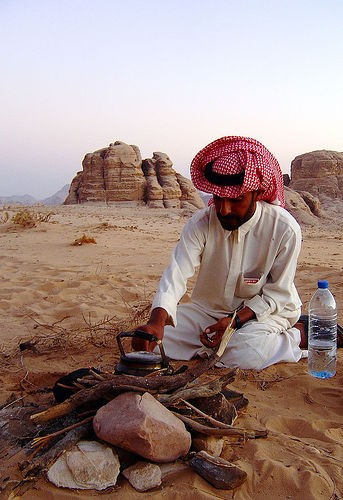
Молодой бедуин из Иордании

Все бедуины подразделяются на племена и хамулы (кланы).
Традиционно руководителем племени бедуинов является шейх. Звание шейха передаётся от отца к сыну. Кроме того, в бедуинском обществе (как и вообще в среде мусульман-суннитов) существует институт «кади». Кади — это лицо духовного сана, на которого возложено осуществление актов гражданского состояния. Особенно важна его роль в регистрации брака.

## Культура

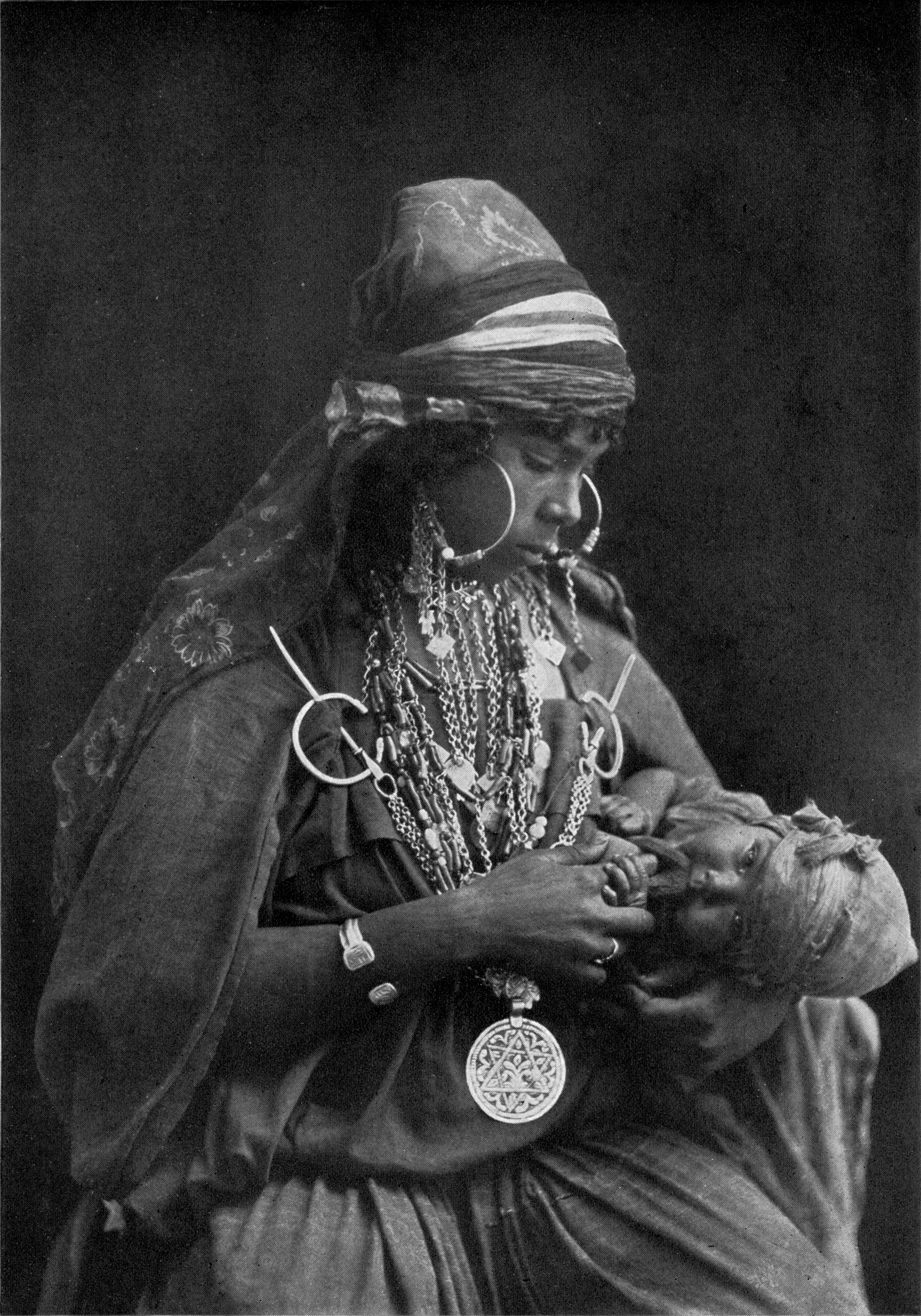
Традиционное бедуинское женское одеяние

У бедуинов издавна существует традиция кровной мести, тем более, что конфликты между племенами и хаммулами не являлись редкостью.
Существует также традиционный для бедуинского общества механизм разрешения конфликтов между племенами и хаммулами; в этих случаях шейхи не участвующих в конфликте племён договариваются о материальной компенсации нанесённого ущерба, и после его выплаты объявляется «сульха» (в переводе «прощение»), после чего конфликт считается исчерпанным.

### Свадебная церемония
Традиционная бедуинская свадьба всегда проводится в палатке (даже если у семьи есть фешенебельная вилла) и считается тем более уважаемой, чем больше на ней присутствует гостей. Длится она три дня: первый вечер предназначен для танцев и рисования хной на ладони (традиция рисования хной на ладони — Хенна — широко распространена в арабских странах Северной Африки и существует также у евреев — выходцев из мусульманских стран); во второй вечер празднуют саму свадьбу — невеста должна быть в белом платье;
в третий вечер — праздничный стол с родственниками и друзьями, основным блюдом которого является мясо (для приготовления праздничного свадебного стола обычно режут несколько десятков овец).
У бедуинов практикуется свадебный подарок, махр. Суть его состоит в следующем: перед свадьбой семья жениха выплачивает родителям невесты оговорённую заранее сумму денег, на которую невесте покупаются ювелирные украшения.

### Кухня
Основа бедуинской кухни — это блюда, приготовленные из баранины.
Ханид — традиционное блюдо бедуинов Аравийского полуострова. Молодую ягнятину рубят на крупные куски вместе с костями, в песке выкапывается яма, куда складываются горячие угли, на них выкладываются плоские камни и пряные травы, а поверх всего куски мяса. Сверху яму закрывает фольга (когда-то для этого использовали соломенные крышки), поверх фольги сыплют песок. Мясо готовится часа полтора.
Специфические бедуинские блюда — «фалашиа» (пресный хлеб, напоминающий еврейскую мацу) и «шай бил нана» (мятный чай). На свадьбу готовят фаршированного свадебного верблюда.

### Жилище

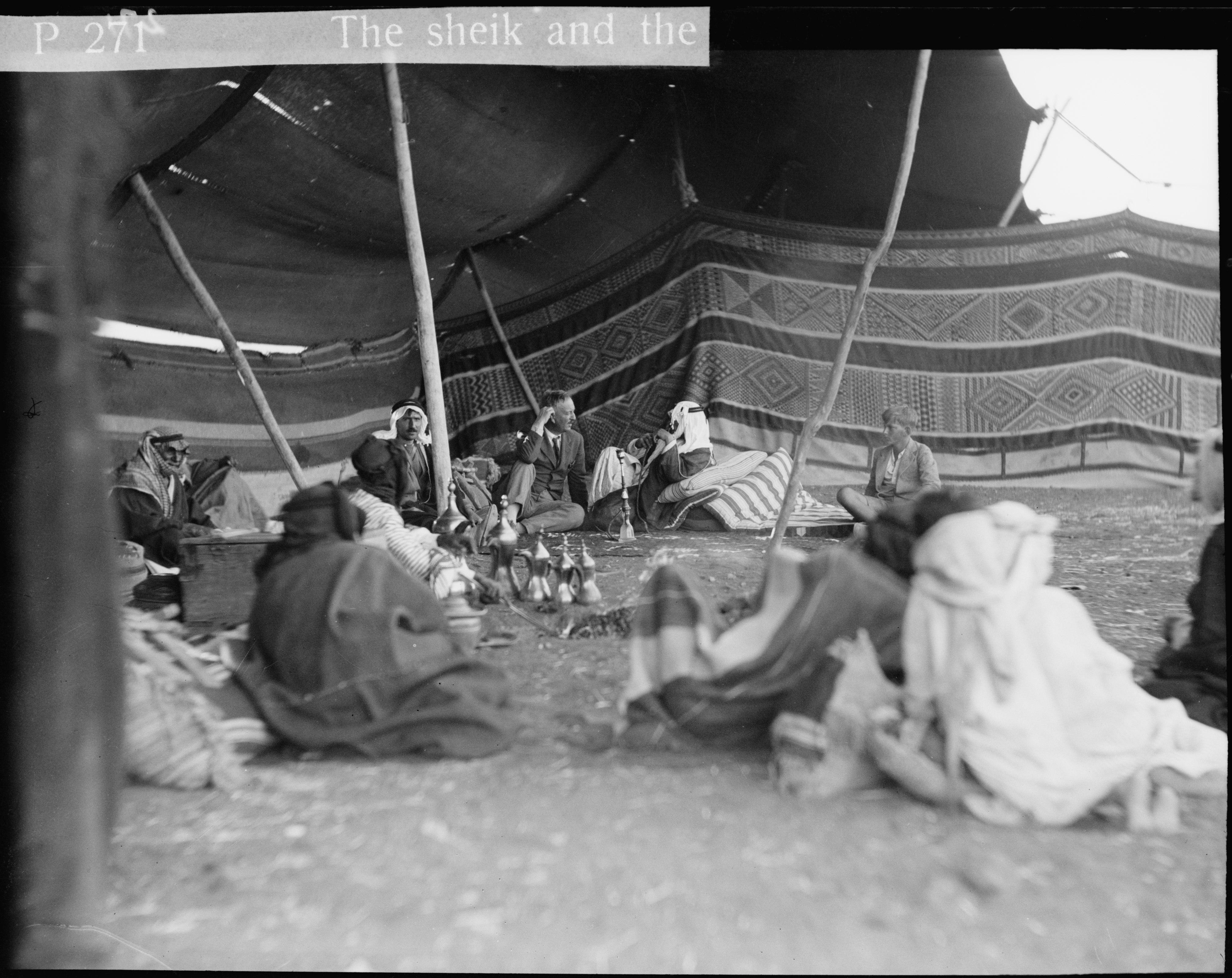
Аль-маджлис в бедуинской палатке; видно полотнище, отделяющее женскую половину

Кочующие бедуины живут в палатках, называемых «бейт аш-шар» («дом шерсти»). Стены палаток очень прочные и почти непромокаемые, внутри палатки настелены ковры и разбросаны подушки для сидения. Бейт аш-шар разделён на две половины: общую (мужскую), именуемую «аль-маджлис», и женскую, называемую «аль-харам». Жилище бедуинов Аравийского полуострова изготовляется из тканых полотен, именуемых ас-саду. Традиция ткачества ас-саду была объявлена шедевром нематериального культурного наследия ЮНЕСКО, её поддерживают власти Катара, Кувейта, Саудовской Аравии и ОАЭ.